# Aydın
Aydın (früher auch Güzelhisar, griechisch Αϊδίνιο Aidinio) ist mit rund 1.161.702 Einwohnern das Verwaltungszentrum der gleichnamigen türkischen Provinz Aydın an der Ägäis-Küste. Sie liegt 80 Straßenkilometer vom Meer entfernt im Tal des Großen Mäander (türkisch Büyük Menderes). Seit einer Gebietsreform 2012 ist die Stadt eine Großstadtkommune (Büyükşehir belediyesi) und damit einwohner- und flächenmäßig identisch mit der Provinz. Die eigentliche Stadt Aydın entspricht dem Landkreis Efeler.
Südlich der Stadt mündet das etwa 5 km breite Seitental des Çine Çayı, wo auch eine Bahnlinie nach Muğla verläuft. Im Norden erhebt sich das nahe Aydın-Gebirge mit Gipfeln bis zu 1800 Metern.
Aydın wird durch die Europastraße E 87 (O-31) mit İzmir an der Ägäis-Küste verbunden. Ein Tunnel durchquert das Aydın-Gebirge. Flussaufwärts führt sie weiter über Denizli nach Antalya an der türkischen Riviera. Nach Süden hin zweigt die Straße ab zur Ägäis- und Mittelmeerküste.

## Siedlungen
Neben der Kreisstadt gab es im früheren zentralen Bezirk die fünf Gemeinden Çeştepe, Dalama, Ovaeymir, Tepecik, Umurlu sowie die 55 Dörfer Alanlı, Alatepe, Ambarcık, Armutlu, Aşağıkayacık, Bademli, Balıkköy, Baltaköy, Böcekköy, Çayyüzü, Çiftlikköy, Dağeymiri, Danişment, Dereköy, Doğan, Eğrikavak, Emirdoğan, Gödrenli, Gölcük, Gölhisar, Gözpınar, Horozköy, Işıklı, İlyasdere, İmamköy, Kadıköy, Kalfaköy, Karahayıt, Karaköy, Kardeşköy, Kenker, Kırıklar, Kızılca, Kocagür, Konuklu, Kozalaklı, Kuloğullar, Kuyucular, Kuyulu, Mesutlu, Musluca, Ortaköy, Pınardere, Savrandere, Serçeköy, Sıralılar, Şahnalı, Şevketiye, Tepeköy, Terziler, Yağcılar, Yeniköy, Yılmazköy, Yukarıkayacık, Zeytinköy. Nach der Gebietsreform sind sie Ortsteile der Stadt.
Am nördlichen Stadtrand von Aydın sind die Ruinen der antiken Stadt Tralleis zu besichtigen.

## Name
In antiken griechischen Quellen wird der Name der Stadt als Anthea (altgriechisch Ανθέα) und Euanthia (Ευανθία) angegeben. Während der Seleukidenzeit ab 313 v. Chr. erhielt sie den Namen Antiochia (Αντιόχεια). Nach dem Tode Antigonos hieß sie Seleuceia (Σελεύκεια). Im Römischen Reich wurde die Stadt anfangs auch Seleucia ad Maeandrum (Σελεύκεια επί του Μαιάνδρου) und Erynina (Ερυνίνα) genannt. Während der Herrschaft des Augustus wurde sie auf Wunsch der Patrizier Kaisareia Tralles (Καισαρεία Τράλλεις) genannt. In spätrömischer und byzantinischer Zeit hieß sie Tralleis (Τράλλεις) bzw. auf Latein Tralles. Nach dem Seldschukeneinfall ließ Kaiser Andronikos II. Palaiologos die Stadt unter dem Namen Andronikopolis (Ανδρονικόπολη) oder Palaiologopolis (Παλαιολόγος) wieder aufbauen.
Nach der Eroberung durch den Bey von Menteşe Ende des 14. Jahrhunderts erhielt sie den türkischen Namen Güzelhisar (auch: Guzel Hissar), zu deutsch Schöne Festung. Um 1308 übernahmen die Aydiniden die Stadt und benannten sie nach ihrer Dynastie Aydın. „Aydın“ bedeutete auf Türkisch „aufgeklärt, hell, leuchtend,“ und in einer Weiterentwicklung des Begriffs im modernen Türkisch „belesen, gebildet, intellektuell.“ In der osmanischen Verwaltung wurde bis zum Ende des Reiches der Name Aydın Güzelhisarı verwendet. Seit 1923 heißt die Stadt Aydın.

## Geschichte

### Antike
Nach Strabon wurde Tralles von Kolonisten aus Argos und Thrakien gegründet Mit dem Untergang Lydiens  fiel die Stadt an das Achämenidenreich, nachdem die Griechenstädte vergeblich rebelliert hatten. Sparta versuchte während des Peloponnesischen Kriegs ohne Erfolg, die Stadt zu erobern, die sich 334 v. Chr. freiwillig Alexander dem Großen unterwarf und so einer Plünderung entging.
Alexanders Feldherr Antigonos I. Monophthalmos hielt die Stadt von 313 bis 301 v. Chr. Bis 190 v. Chr. unterstand sie den Seleukiden, dann kam sie durch den Frieden von Apameia an Pergamon. Von 133 bis 129 v. Chr. unterstützte sie Aristonikos gegen Rom. 129 v. Chr. fiel die Stadt mit dem gesamten Westen Kleinasiens endgültig an Rom. Als Strafe entzogen die Römer der Stadt das Münzrecht.
Tralleis wurde 62 v. Chr. Sitz eines Gerichtsbezirkes (Conventus iuridicus; gr.: διαλογισμός).  Tralleis wurde 27 v. Chr. von einem Erdbeben schwer getroffen. Augustus unterstützte die Stadt beim Wiederaufbau, woraufhin die örtlichen Notabeln die Stadt in Kaisareia umbenannten, ein Name, den die Stadt einige Zeit lang trug. Nach dem Beben wurde der Conventus nach Ephesus verlegt. In der Antike war die Stadt vor allem für ihre Töpfereiprodukte bekannt. Herodot schreibt über Tralleis „es ist der Ort mit dem schönsten Himmel und dem schönsten Klima, den wir auf der Erde kennen“. Strabon kennt die Stadt als reiches Handelszentrum und listet einige berühmte Bewohner – wie die Redner Damasus Scombrus und Dionysokles – auf. 141 oder 142 wurde die Stadt durch das Erdbeben von Kos  erschüttert.

### Byzantinisches Reich
Ein weiteres schweres Erdbeben traf Tralleis am 15. August 554, wobei die Stadt schwer beschädigt wurde.
Die Briefe des Ignatius belegen eine christliche Gemeinde für das 1. Jahrhundert. Spätestens um 105 war ein Polybios Bischof von Dralles (IgnTrall 3,3), die Region wurde im Laufe des 3. und frühen 4. Jahrhunderts endgültig christianisiert. Zur Zeit des Kaisers Konstantin wird Tralleis Bischofssitz. Als Bischöfe erscheinen Heracleon (431), Maximus (451), Uranius (553), Myron (692), Theophylactus (787), Theophanes und Theopistus (beide 9. Jahrhundert) sowie Johannes (1230). Tralleis ist heute noch als Tralles in Asia Titularbistum der Katholischen Kirche. Eine Inschrift belegt eine Synagoge und damit das Vorhandensein einer jüdischen Gemeinde.
Nach der Schlacht bei Manzikert eroberten die Seldschuken nach 1071 erstmals Tralleis und zerstörten die Stadt, doch gelang den Byzantinern unter Kaiser Alexios I. Komnenos die Rückeroberung. Doch der Niedergang war nicht aufzuhalten, als Byzanz nach 1265 weite Gebiete im östlichen Grenzraum verlor, insbesondere den Oberlauf des Maiandros und damit den ökonomisch zentralen Teil des fruchtbaren Tales. 1278 ließ Kaiser Andronikos II. Palaiologos die Stadt wieder aufbauen und sie sollte den Namen Andronikopolis oder Palaiologopolis erhalten. Der megas domestikos Michael Tarchaneiotes soll dort 36.000 Bewohner der umgebenden Gebiete angesiedelt haben.

### Osmanische Zeit
Doch bereits 1284 gelang es Mesut Bey, dem Beylik von Mentesche, die Stadt wieder zu erobern. Über 20.000 Bewohner wurden als Sklaven verkauft. Die Türken benannten die Stadt in Güzelhisar (‚schöne Festung‘) um. Das Beylik von Aydın, das 1308 entstand, beherrschte die Westtürkei bis Izmir. Vielfach wird es als Emirat bezeichnet. Hauptstadt war jedoch nicht Aydın, sondern Birgi.
Diesen Beys oder Emiren folgten die Osmanen. Sie unterwarfen in einer groß angelegten Kampagne 1390 die Emirate der Westküste Kleinasiens und besiegten auch Isa Bey Mehmed von Aydın. Doch unterlagen die Osmanen unter Sultan Bayezid I. 1402 gegen Timur in der Schlacht bei Ankara. Der Sieger zog im Herbst nach Ephesos, um im Dezember Smyrna zu zerstören. Timur gab Aydın an Musa, den Sohn von Isa zurück. Danach kehrte Timur riesige Armee nach Ephesos zurück, von wo aus sie die umgebenden Gebiete plünderte. Erst im Frühjahr 1403 verließen die Mongolen das Gebiet wieder. Nach zehnjährigem Bürgerkrieg stabilisierte sich das Osmanenreich und 1425 eroberten die Osmanen unter Sultan Murad II. schließlich die Reste des Beyliks und die Stadt Aydın. 1451 hatte die Stadt 970 Einwohner. Aydın wurde Teil des Osmanenreichs, jedoch nach und nach von Smyrna in den Schatten gestellt. Der osmanische Schriftsteller und Reisende Evliya Çelebi beschrieb 1640 in seinem Reisebuch Seyahatnâme Aydın folgendermaßen: „Öl fließt aus seinen Bergen und Honig fließt aus seinen Ebenen.“ Am 23. Februar 1653 kam es wieder zu einem schweren Beben der Stärke 7,5; ebenso am 10. Juli 1688 mit Stärke 7 auf der Mercalli-Skala.
1827 wurde Aydın Hauptstadt eines eigenen Eyâlets (entspricht einer Provinz). Es kam zu Unruhen, wie etwa unter Atçalı Kel Mehmet (1829–1830), so dass der Hauptsitz des Eyâlets in den 1840er Jahren nach Smyrna verlegt wurde. 1864 wurde Aydın ein Sandschak, eine Art Unterprovinz, die Provinzhauptstadt blieb Smyrna. 1912 lebten im Sandschak Aydın etwa 220.000 Menschen, von denen 40.000–55.000 Griechen waren. Die erste Eisenbahnlinie wurde von 1856 bis 1866 durch die britische Levant Company zwischen Aydın und Smyrna (heute Izmir) gebaut. Dies war die erste türkische Eisenbahnlinie in Kleinasien und verhalf Aydın und dem gesamten Tal zu einem wirtschaftlichen Aufschwung.
Am 30. September 1899 traf ein schweres Erdbeben der Stärke 7 die Stadt, bei der zahlreiche Menschen den Tod fanden und über 350 Gebäude zerstört wurden.

### 20. und 21. Jahrhundert
Um 1910 hatte Aydın ungefähr 40.000 Einwohner. Im Griechisch-Türkischen Krieg kam es zwischen dem 27. Juni und dem 4. Juli 1919 zu Kämpfen um Aydın. Am 27. Mai 1919 besetzten griechische Truppen gemäß des Vertrags von Sèvres die Stadt Aydın. Am 27. Juni 1919 griffen türkische Freischärler unter Yörük Ali Efi die Stadt an und kontrollierten sie bis zum 3. Juli 1919. Am 4. Juli 1919 eroberte General Konstantinos Nider die Stadt zurück; wobei bei den Kämpfen ein Großteil der Stadt zerstört wurde. Die türkische Bevölkerung floh mit den Freischärlern in den Osten nach Nazili; ungefähr 1.500 bis 2.000 Griechen wurden beim Abzug der Türken ermordet. 1.200 bis 1.500 Türken kamen bei den Kämpfen ums Leben. Die ca. 3.500 Menschen (Zahl von 1917) der jüdischen Bevölkerungsgruppe wurde verschont. In den Bergen der Umgebung hielten sich aber türkische Guerilla unter Yörük Ali Efi. Erst am 7. September 1922 eroberte die türkische Armee die stark zerstörte Stadt zurück. Nach den Kämpfen blieben von 8.000 Häusern nur drei unversehrt.
Bis in die frühen 1920er Jahre lebten etwa 3.000 Juden in Aydın. Sie mussten während der Vertreibung der Griechen fliehen und durften danach nicht zurückkehren. Ihr Eigentum wurde als „aufgegebenes Gut“ konfisziert. 1923 wurden die Griechen gezwungen, die Gegend zu verlassen.
1923 wurden die Vilayets aufgelöst und Aydın eine eigene Provinz. 1992 wurde die Adnan Menderes Universität gegründet. 2014 wurde Aydın Metropolgemeinde.

## Kultur und Sehenswürdigkeiten
- Die Ruinen der antiken Stadt Tralleis; im Norden von Aydın.
- Eski Yeni Moschee (Alte Neue Moschee) oder Hasan Çelebi Moschee. 1585–88 unter Hasan Çelebi, dem Bruder des Gouverneurs und Sohn Sultans Selim I. errichtet. Sie ist die älteste Moschee der Stadt und wurde beim Erdbeben 1899 teilweise zerstört, danach renoviert.
- Ramazan Paşa Moschee. 1594 bis 1595 erbaut unter Ramazan Paşa; dem Enkel Sultans Selim I. 1921 im griechisch-türkischen Krieg teilweise zerstört, danach bis 1922 Wiederaufbau unter Sökeli Halil Paşa.
- Süleyman Bey Moschee. Errichtet 1683 unter Süleyman Bey (dem Enkel des Großwesirs Ahmet Paşa) von einem Schüler Sinans.
- Nasuh Paşa Külliyesi, bestehend aus einer Moschee, Karawanserei, Koranschule und Hamam. 1708 unter Aydınlı Nasuh Paşa erbaut. Der Hamam wurde 2014 bis 2018 renoviert und ist öffentlich zugänglich.
- Zincirli Han, eine Karawanserei aus dem Jahr 1708. Der Han ist Teil der Nasuh Paşa Külliyesi. Er wurde 2011 bis 2014 renoviert und ist heute ein Hotel.

### Bildergalerie

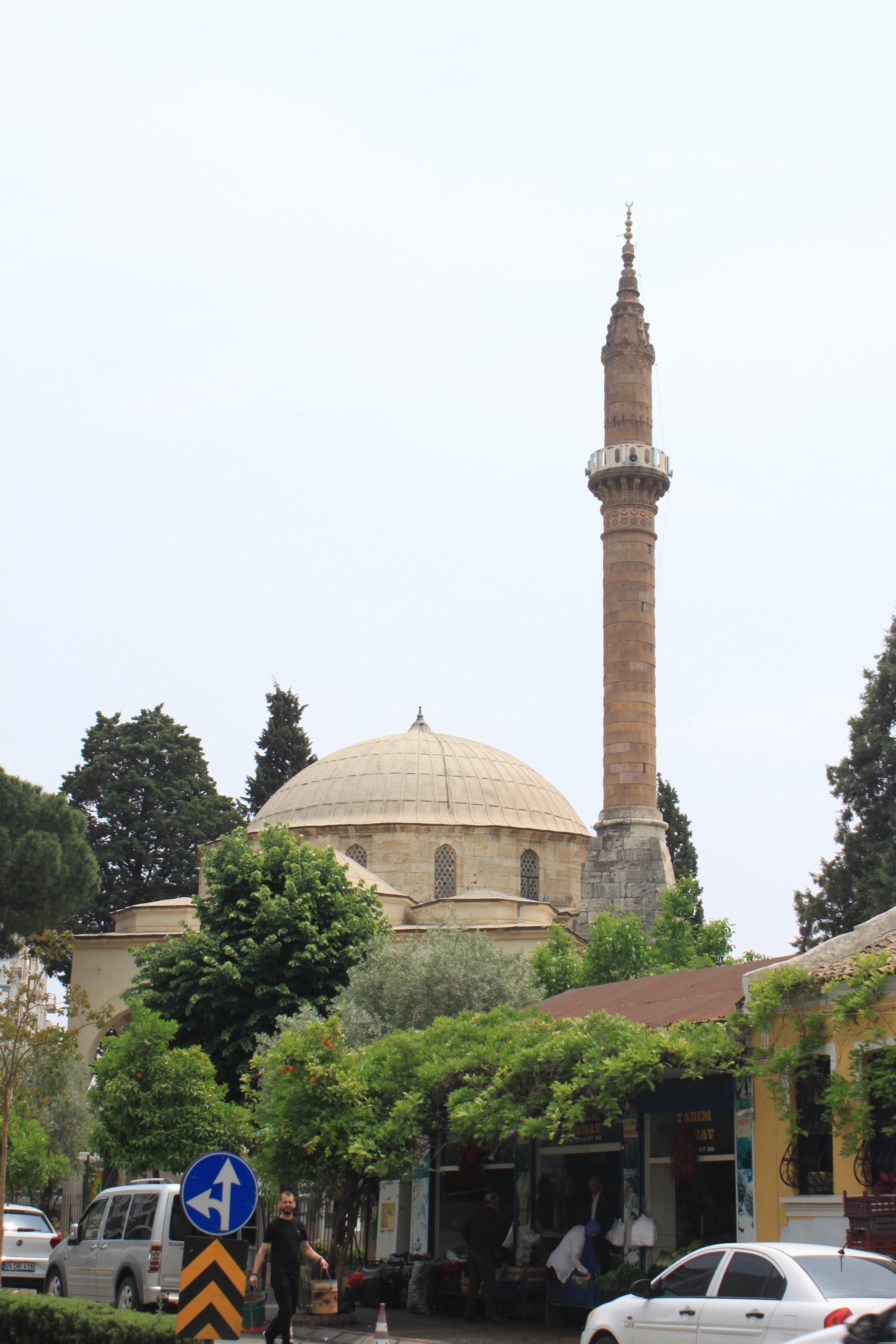
Eski Yeni Camii; Blick nach Westen.
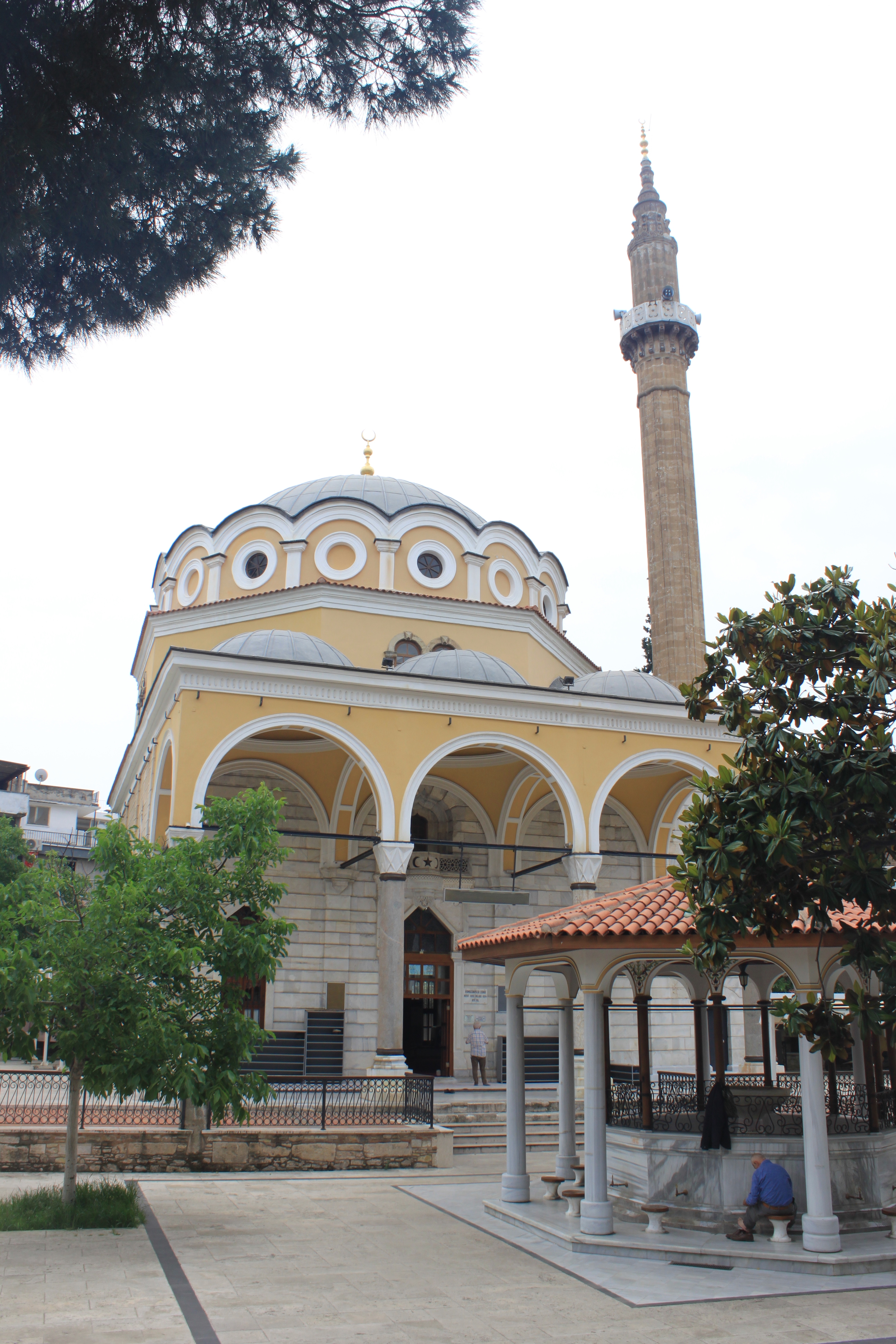
Die Ramazan Paşa Moschee.
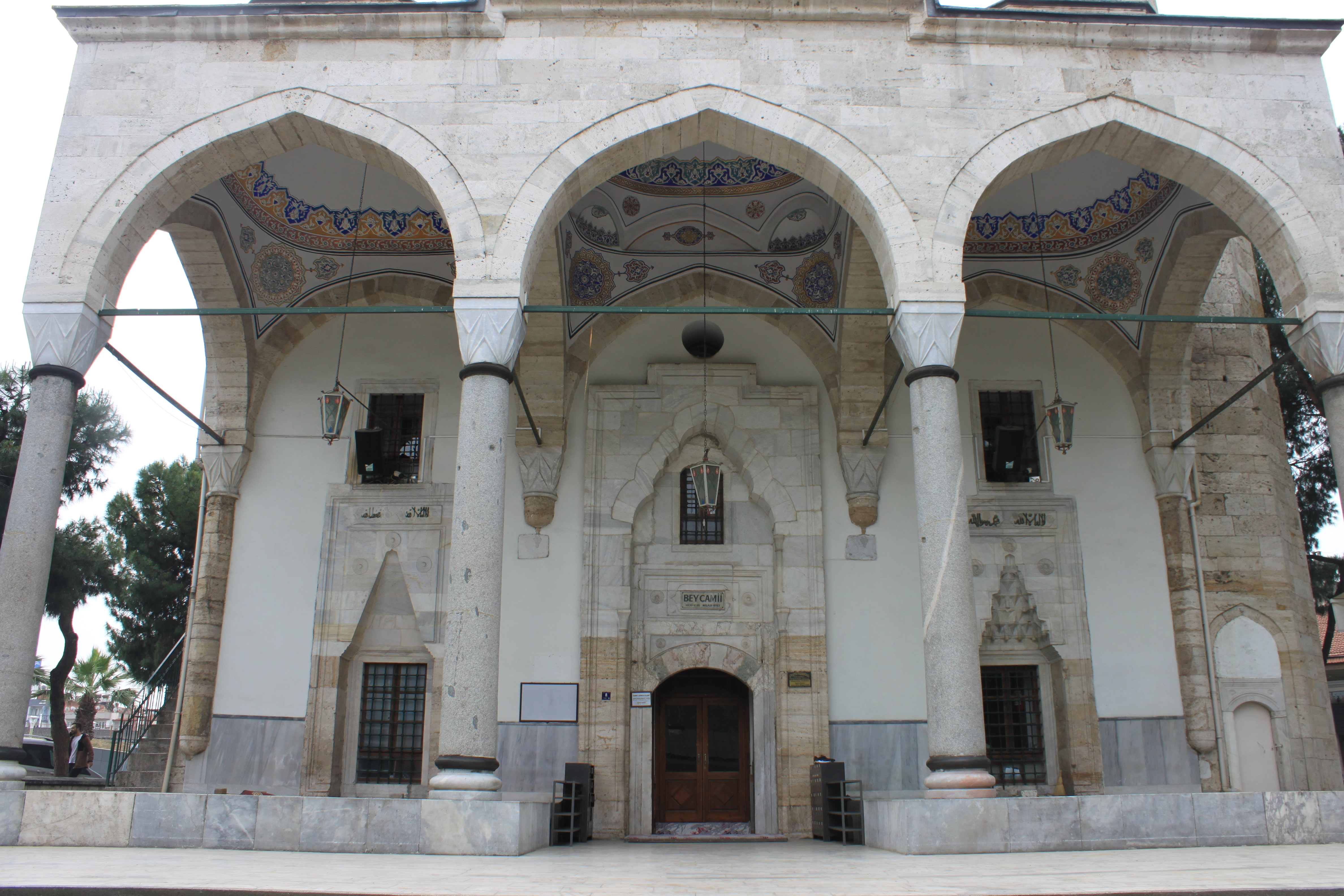
Eingang der Süleyman Bey Camii.
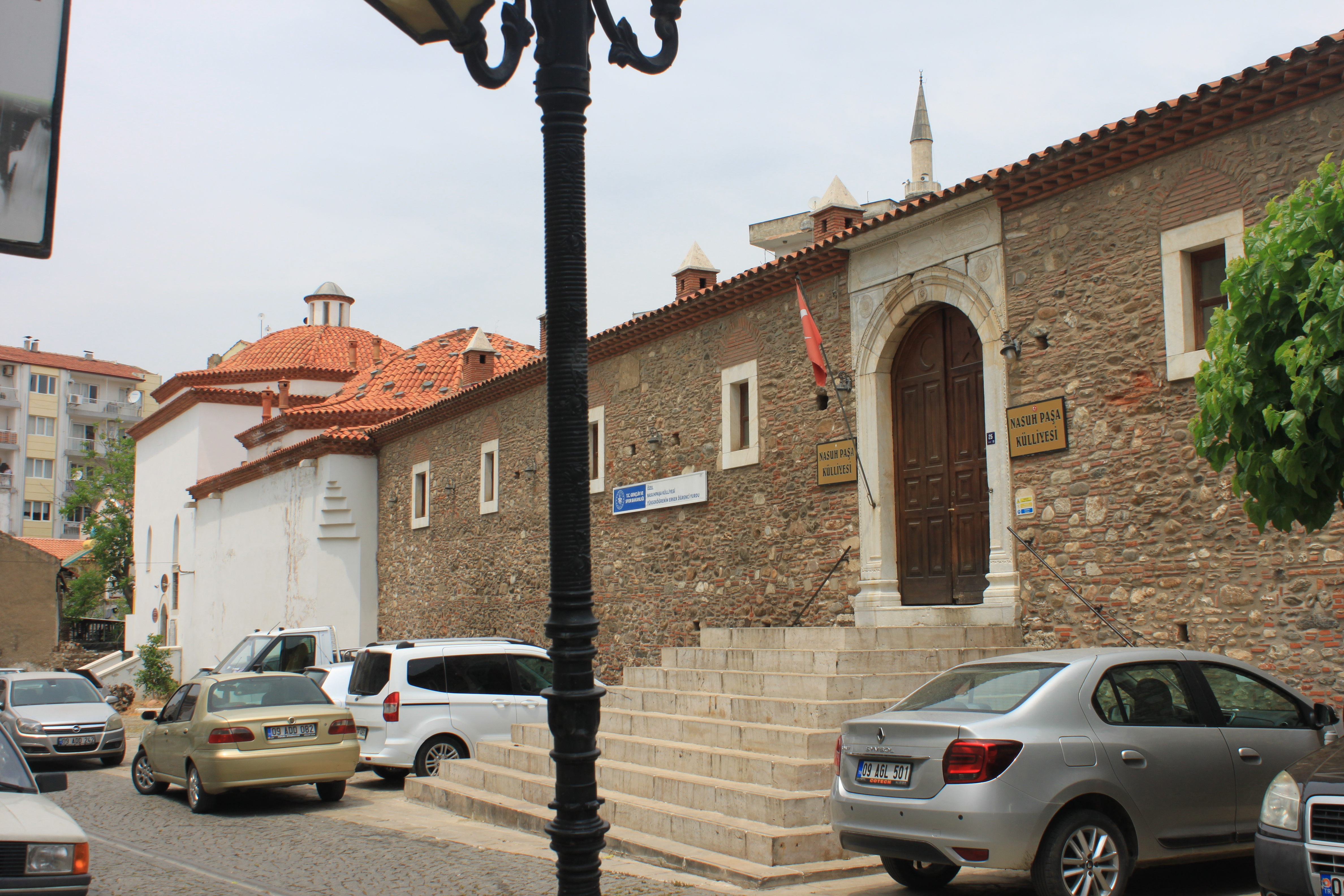
Die Nasuh Paşa Külliyesi. Das weiße Gebäude links ist der Hamam.
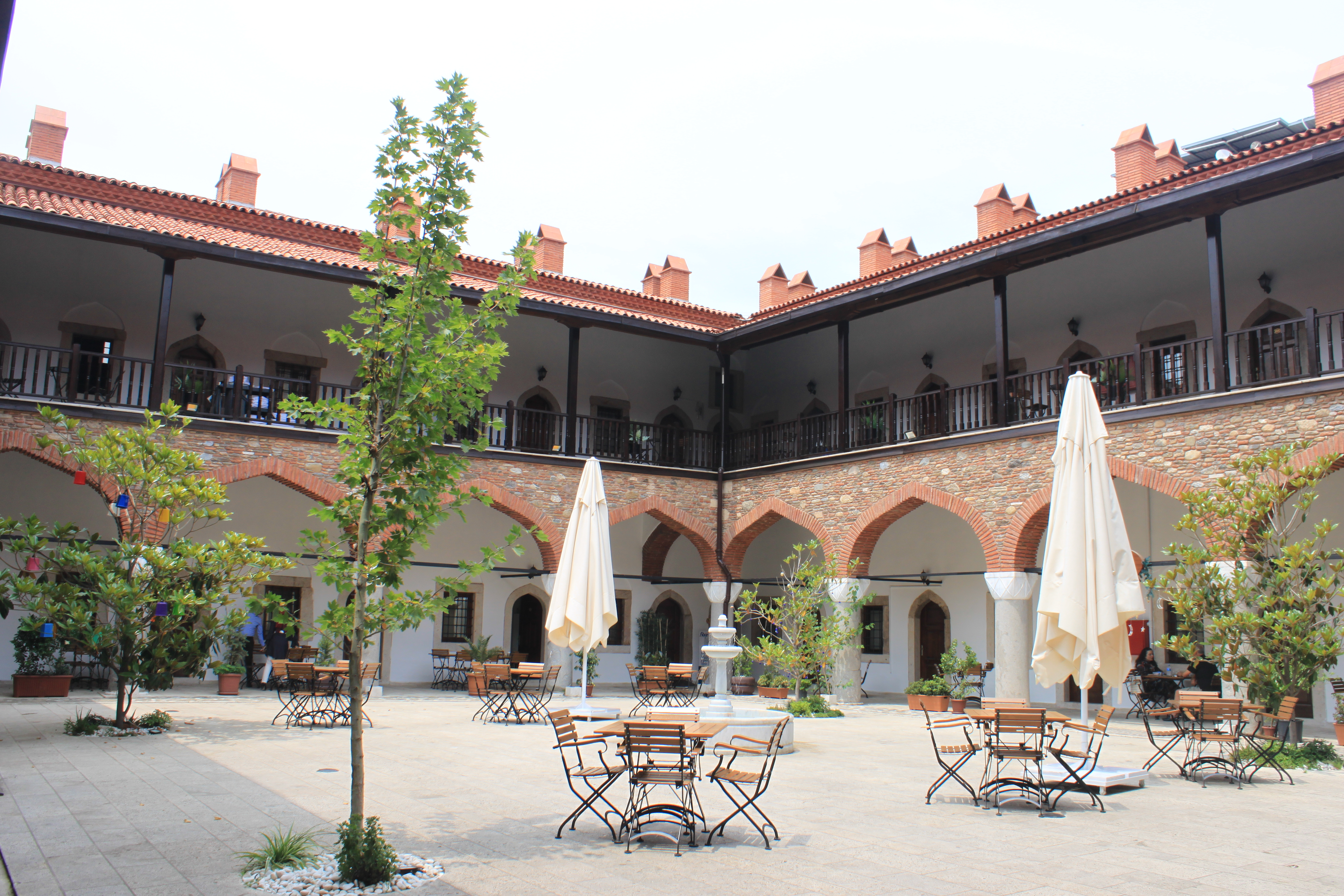
Zincirli Han; die Karawanserei der Nasuh Paşa Külliyesi.

## Klimatabelle
|                        | Jan   | Feb   | Mär  | Apr  | Mai  | Jun  | Jul  | Aug  | Sep  | Okt  | Nov  | Dez   |   |       |
| Mittl. Temperatur (°C) | 8,2   | 9,5   | 12,3 | 16,1 | 21,2 | 26,2 | 28,7 | 28,3 | 24,0 | 19,1 | 13,5 | 9,5   | ⌀ | 18,1  |
| Mittl. Tagesmax. (°C)  | 13,5  | 15,2  | 18,7 | 23,2 | 28,9 | 34,2 | 37,0 | 36,6 | 32,6 | 27,0 | 20,3 | 14,7  | ⌀ | 25,2  |
| Mittl. Tagesmin. (°C)  | 4,4   | 5,3   | 7,2  | 10,5 | 14,9 | 19,1 | 21,5 | 21,4 | 17,6 | 13,6 | 9,0  | 5,9   | ⌀ | 12,6  |
|                        |       |       |      |      |      |      |      |      |      |      |      |       |   |       |
| Niederschlag (mm)      | 111,3 | 87,4  | 70,8 | 53,4 | 43,8 | 14,3 | 6,0  | 6,1  | 18,4 | 45,2 | 86,5 | 110,3 | Σ | 653,5 |
|                        |       |       |      |      |      |      |      |      |      |      |      |       |   |       |
| Sonnenstunden (h/d)    | 3,6   | 4,0   | 5,2  | 6,1  | 7,4  | 8,8  | 9,4  | 8,8  | 7,7  | 5,8  | 4,2  | 3,2   | ⌀ | 6,2   |
|                        |       |       |      |      |      |      |      |      |      |      |      |       |   |       |
| Regentage (d)          | 11,13 | 10,53 | 9,53 | 8,80 | 7,33 | 2,90 | 0,70 | 0,77 | 2,57 | 5,90 | 7,93 | 11,97 | Σ | 80,06 |

| 4,4 |

| 5,3 |

| 7,2 |

| 10,5 |

| 14,9 |

| 19,1 |

| 21,5 |

| 21,4 |

| 17,6 |

| 13,6 |

| 9,0 |

| 5,9 |

| 4,4 |

| 5,3 |

| 7,2 |

| 10,5 |

| 14,9 |

| 19,1 |

| 21,5 |

| 21,4 |

| 17,6 |

| 13,6 |

| 9,0 |

| 5,9 |

## Persönlichkeiten
- Anthemios von Tralleis († vor 558), spätantiker Mathematiker, Gelehrter und Architekt
- Chrysostomos II. (Athen) (1880–1968), Erzbischof von Athen
- Marie-Louise Ruedin (1880–1960), Klosterfrau, rettete 1919 rund 6000 Bewohnern das Leben
- Eftichia Papagiannopoulou (1893–1972), Griechische Komponistin
- Adnan Menderes (1899–1961), Ministerpräsident der Türkei
- Etem Menderes (1899–1992), Innen- und Verteidigungsminister der Türkei
- Nelly (1899–1998), Fotografin
- Dido Sotiriou (1909–2004), Schriftstellerin
- Dario Moreno (1921–1968), Schauspieler und Sänger
- İlhan Selçuk (1925–2010), Journalist und Buchautor
- İsmet Sezgin (1928–2016), Politiker und Präsident der Großen Nationalversammlung der Türkei
- Coşkun Taş (1934–2024), Fußballspieler
- Güven Önüt (1940–2003), Fußballspieler
- Çağlayan Yıldız (* 1966), Jazzmusiker
- Gökhan Kırdar (* 1970), Musiker
- Murat Uyurkulak (* 1972), Schriftsteller und Journalist
- Ilkay Altintas (* 1977), türkisch-amerikanische Informatikerin
- Yeşim Büber (* 1977), Schauspielerin
- Ahmet Dursun (* 1978), Fußballspieler
- Mutlu Akpınar (* 1983), Basketballspieler
- Fatma Turgut (* 1984), Rockmusikerin

## Städtepartnerschaft
- Manchester, England
- Le Havre, Frankreich